# Irakli Garibashvili
Irakli Garibashvili (en georgià ირაკლი ღარიბაშვილი, l'Irak'li Gharivashvili, Tiflis, 28 de juny de 1982) és un polític georgià que ha ocupat el càrrec de Primer ministre de Geòrgia des del 22 de febrer de 2021, i anteriorment des del 20 de novembre de 2013 fins al 30 de desembre de 2015.

## Carrera política
Va entrar en política amb el Somni Georgià de Bidzina Ivanishvili. Després de la victòria del seu partit en les eleccions de 2012 va ser nomenat ministre d'Interior en el govern d'Ivanishvili amb un programa de reformes en l'estructura dels serveis de seguretat i d'intel·ligència. El 2 de novembre de 2013 Ivanishvili va anunciar la seva decisió d'abandonar la prefectura del govern després de les eleccions presidencials i va designar a Garibashvili com el seu successor. D'aquesta forma va ser nomenat primer ministre després de la victòria presidencial de Guiorgi Margvelaixvill. Garibashvili es va convertir en el primer cap de govern nomenat després de la reforma constitucional que va transformar el règim presidencialista en un parlamentari. Entre 2019 i 2021 va exercir com a Ministre de Defensa. Garibashvili va assumir novament el càrrec de Primer ministre al febrer de 2021, després de la renúncia de Gueorgui Gajaria.
El dia 3 de març de 2022 va demanar formalment l'adhesió del seu país a la Unió Europea.